# NXT TakeOver: Toronto (2019)
NXT TakeOver: Toronto (2019) foi um show de wrestling profissional e evento da WWE Network produzido pela WWE para a sua divisão da marca NXT. O evento aconteceu em 10 de agosto de 2019, na Scotiabank Arena, em Toronto, Ontário, Canadá.Sete lutas foram disputadas no evento, incluindo duas gravadas para o episódio da semana seguinte do NXT. No evento principal, Adam Cole derrotou Johnny Gargano em uma luta de duas quedas para reter o NXT Championship. Em outras lutas importantes, a Campeã Feminina do NXT Shayna Baszler, o Campeão Norte-Americano do NXT Velveteen Dream e os Campeões de Duplas do NXT The Street Profits (Angelo Dawkins e Montez Ford) mantiveram seus títulos.

## Produção

### Conceito
TakeOver é uma série de eventos de wrestling profissional que começou em 29 de maio de 2014, quando a marca NXT realizou sua segunda transmissão ao vivo exclusiva na WWE Network chamada TakeOver. Nos meses seguintes, o apelido "TakeOver" se tornou a marca usada pela WWE para todos os seus especiais do NXT ao vivo na WWE Network. O evento de 2019 em Toronto foi o 26º evento NXT TakeOver e o segundo TakeOver: em Toronto. Foi também o último NXT TakeOver antes de a marca NXT se tornar uma das três marcas principais da WWE em setembro.

### Histórias
O card foi composto por cinco lutas. As lutas resultaram de histórias roteirizadas, nas quais os lutadores retratavam heróis, vilões ou personagens menos distintos que geravam tensão e culminavam em uma luta ou série de lutas. Os resultados foram predeterminados pelos escritores da WWE sobre a marca NXT, enquanto as histórias foram produzidas em seu programa semanal de televisão, NXT.
No TakeOver: XXV, Adam Cole derrotou Johnny Gargano para vencer o NXT Championship. No episódio de 17 de julho do NXT, Cole e Gargano se confrontaram e uma briga começou. O gerente geral do NXT, William Regal, então agendou os dois em uma luta de duas quedas pelo título no TakeOver: Toronto com Cole e Gargano, respectivamente, escolhendo as estipulações para as duas primeiras quedas; no entanto, Regal decidiria a estipulação final se um empate ocorresse. No episódio de 24 de julho do NXT, Gargano e Cole escolheram suas estipulações. Gargano escolheu uma street fight, enquanto Cole escolheu uma luta simples.

## Evento
| Função:               | Nome:            |
| --------------------- | ---------------- |
| Comentaristas         | Mauro Ranallo    |
| Comentaristas         | Nigel McGuinness |
| Comentaristas         | Beth Phoenix     |
| Anunciadora de ringue | Alicia Taylor    |
| Árbitros              | Drake Wuertz     |
| Árbitros              | Eddie Orengo     |
| Árbitros              | Darryl Sharma    |
| Árbitros              | Jessika Carr     |
| Painel do pré-show    | Charly Caruso    |
| Painel do pré-show    | Sam Roberts      |
| Painel do pré-show    | Pat McAfee       |

### Lutas preliminares
O evento começou com The Street Profits (Angelo Dawkins e Montez Ford) defendendo o NXT Tag Team Championship contra The Undisputed Era (Bobby Fish e Kyle O'Reilly). Ford realizou um Frog Splash em O'Reilly para reter o título.
Em seguida, Io Shirai enfrentou Candice LeRae. Shirai forçou LeRae a desmaiar para um Grounded Koji Clutch para vencer a luta.
Depois disso, Velveteen Dream defendeu o NXT North American Championship contra Roderick Strong e Pete Dunne. Strong executou um End of Heartache em Dunne, mas Dream executou um Purple Rainmaker em Strong e Dunne. Dream derrotou Dunne para reter o título.
Na penúltima luta, Shayna Baszler defendeu o NXT Women's Championship contra Mia Yim. Baszler forçou Yim a submeter-se a um Figure Four Headscissors para manter o título.

### Evento principal
Na luta principal, Adam Cole defendeu o NXT Championship contra Johnny Gargano em uma luta de duas quedas. A primeira queda foi uma luta simples. Gargano foi desqualificado por atingir Cole com uma cadeira, o que significa que Cole venceu a primeira queda. A segunda queda foi uma street fight. Gargano forçou Cole a se submeter ao Garga-No-Escape para vencer a segunda queda. A terceira queda foi uma luta Barbed Wire Steel Cage. Cole executou um Panama Sunrise em uma escada em Gargano para uma contagem de dois. Gargano realizou um Avalanche Front Flip Piledriver em Cole para uma contagem de dois. Em cima da gaiola, Cole e Gargano caíram de uma mesa. Cole pinou Gargano para reter o título por 2-1.

## Resultados
| Nº                                          | Resultados | Estipulações                                            | Tempo |
| ------------------------------------------- | --- | ------------------------------------------------------- | ----- |
| Dark                                        | Breezango (Tyler Breeze e Fandango) derrotaram The Forgotten Sons (Wesley Blake e Steve Cutler)                  | Luta de duplas                                          | N/A   |
| Dark                                        | Jordan Myles derrotou Cameron Grimes                                                                             | Final do NXT Breakout Tournament                        | N/A   |
| 1                                           | The Street Profits (Angelo Dawkins e Montez Ford) (c) derrotaram The Undisputed Era (Kyle O'Reilly e Bobby Fish) | Luta de duplas pelo NXT Tag Team Championship           | 16:55 |
| 2                                           | Io Shirai derrotou Candice LeRae por submissão técnica                                                           | Luta individual                                         | 15:00 |
| 3                                           | Velveteen Dream (c) derrotou Pete Dunne e Roderick Strong                                                        | Luta triple threat pelo NXT North American Championship | 17:24 |
| 4                                           | Shayna Baszler (c) derrotou Mia Yim por submissão                                                                | Luta individual pelo NXT Women's Championship           | 14:35 |
| 5                                           | Adam Cole (c) derrotou Johnny Gargano 2–1                                                                        | Luta de duas quedas pelo NXT Championship               | 46:41 |
| (c) – Refere-se aos campeões antes da luta. | |                                                         |       |